# Tessa Carvalho
Teresa Gonçalves Carvalho, conhecida como Tessa (Rio de Janeiro, 13 de dezembro de 1966), é uma ex-competidora de nado sincronizado brasileira. Competiu nos Jogos Olímpicos de Verão de 1984, em Los Angeles.

## Biografia
Após uma passagem no voleibol, iniciou sua carreira no nado sincronizado aos 12 anos, no Fluminense Football Club.
Logo, esteve presente em competições internacionais da modalidade. Disputou os Jogos Pan-Americanos de 1983, em Caracas, na Venezuela.
Grávida, competiu nos Jogos Olímpicos de Verão de 1984, em Los Angeles, nos Estados Unidos. Esteve na disputa do dueto ao lado da irmã, Paula Carvalho, e ficou na 11ª posição.
Tessa fez parte da equipe que ganhou a medalha de prata no Torneio Internacional de Loano, em 1987 na Itália. Competiu nos Jogos Pan-Americanos de 1987, em Indianápolis, nos Estados Unidos, e encerrou a carreira. Estudou processamento de dados na PUC do Rio de Janeiro.